# Han Sun-hwa
Han Sun-hwa (hangul: 한선화; Busan, 6 de octubre de 1990) es una cantante, bailarina y actriz surcoreana. Es exintegrante del grupo femenino surcoreano Secret.

## Biografía

### Primeros años
Nacida en Busan, Corea del Sur, el 6 de octubre de 1990. 
Su madre la tuvo a los 20 años de edad, tiene dos hermanos menores: uno de ellos es el cantante Han Seung-woo, de quienes se encargó mientras sus padres trabajaban durante la crisis financiera asiática en 1998. 
De niña, soñaba con ser artista. Tomó clases en una escuela de arte y logró ganar varios premios en diversos concursos.

## Carrera
En marzo de 2020 se anunció que se había unido a la agencia "KeyEast Entertainment".

### Música
Después de ver una de las actuaciones de la cantante BoA en televisión, se dio cuenta de que su sueño era cantar y bailar. 
Desde entonces, comenzó a audicionar para varias compañías discográficas, empezando por la SM Entertainment Youth Best Competition, donde lamentablemente quedó afuera. En 2004, Sun Hwa comenzó a audicionar en empresas, además de concursos de canto. En 2005, se convirtió en una de los finalistas de un concurso de talentos llamado Superstar Survival junto con Taecyeon, Lee Junho y Chansung. Durante el show, recibieron entrenamiento vocal y de actuación. Sin embargo, ella fue eliminada en el quinto episodio y debido a eso, volvió a Busan.

### Debut conSecret
Luego de su derrota, Sun Hwa volvió a ser una estudiante de secundaria normal. Sin embargo, hubo un gran cambio en la forma en la que sus compañeros la miraban, dado que creían que ella era una aprendiz de la JYP Entertainment, admitió que le tomó miedo a la gente a causa de las miradas celosas. El maestro Sung Yon, quien estaba a cargo del coro de la escuela, la ayudó dándole las posibilidades de participar en las competiciones, y así fue admitida en el Baekjae Art College . Unos días antes de la ceremonia de ingreso a la universidad, ella recibió la llamada de un agente de Superstar Survival y así logró convertirse en un aprendiz de la TS Entertainment. 
En octubre de 2009, junto a Jung Hana, Song Ji Eun y Jeon Hyo Sung, debutó en el grupo Secret. Antes de su debut en el grupo, apareció en un documental llamado Secret Story , que narra su proceso de debut. En ese mismo mes fue elegida como miembro del reparto regular de un programa de variedades de Corea del Sur llamado "Invincible Youth". La noticia de que una miembro de un grupo que ni siquiera había debutado sería seleccionado para un programa de variedades, causó una enorme sensación.
El 26 de septiembre de 2016, TS Entertainment, anunció que Sun Hwa finalizó su contrato con la agencia, y que no seguirá formando parte de Secret.

### Televisión
En abril de 2020, se anunció que se había unido al elenco de la serie Convenience Store Saet Byul donde dio vida a Yoo Yeon-joo, la novia de Choi Dae-hyun (Ji Chang-wook).
En abril del mismo año se unió al elenco principal de la serie Undercover donde interpretó a la joven Choi Yeon-soo, una abogada de derechos humanos que se convierte en la primera jefa de la Unidad Superior de Investigaciones de Corrupción de Servidores Civiles para luchar por la justicia. Mientras que la actriz Kim Hyun-joo interpretó a Yeon-soo de adulta.
El 22 de octubre de 2021 se unió al elenco principal de la serie Work Later, Drink Now (también conocida como "Drunk City Women" y/o "Oh My Savior") donde da vida a Han Ji-yeon, una encantadora instructora de yoga, hasta ahora.

## Filmografía

### Cine
| Año  | Título | Hangul | Papel        | Notas                       | Ref.                 |
| ---- | ------ | ------ | ------------ | --------------------------- | -------------------- |
| 2024 | Pilot  | 파일럿 | Yoon Seul-gi | Debut en cine, protagonista | [ 10 ] [ 11 ] [ 12 ] |

### Series de televisión
| Año  | Título                          | Rol                      | Canal   | Ref.                 |
| ---- | ------------------------------- | ------------------------ | ------- | -------------------- |
| 2010 | More Charming by the Day        | Kim Tae Hee              | MBC     |                      |
| 2011 | All My Love                     | Cameo (Ep. 27)           | MBC     |                      |
| 2013 | Ad Genius Lee Tae-baek          | Lee So Ran               | KBS 2TV |                      |
| 2014 | God´s Gift 14 days              | Jenny                    | SBS     |                      |
| 2014 | Marriage, Not Dating            | Kang Se Ah               | tvN     |                      |
| 2014 | Rosy Lovers                     | Baek Jang Mi             | MBC     |                      |
| 2017 | Radiant Office (Glowing Office) | Ha Ji-na                 | MBC     |                      |
| 2017 | School 2017                     | Han Soo-ji               | KBS 2TV |                      |
| 2017 | 20th Century Boy and Girl       | Jung Da-young            | MBC     |                      |
| 2018 | My Contracted Husband, Mr. Oh   | Jang Eun-jo              | MBC     | [ 13 ]               |
| 2019 | Save Me 2                       | Madam Go Eun-ah          | OCN     |                      |
| 2020 | Convenience Store Saet Byul     | Yoo Yeon-joo             | SBS     |                      |
| 2021 | Under Cover                     | Choi Yeon-soo (de joven) | JTBC    | [ 14 ]               |
| 2021 | Work Later, Drink Now           | Han Ji-yeon              |         | [ 15 ] [ 16 ]        |
| 2022 | Work Later, Drink Now Season 2  | Han Ji-yeon              |         | [ 17 ]               |
| 2024 | My Sweet Mobster                | Ko Eun-ha                | JTBC    | [ 18 ] [ 19 ] [ 20 ] |
| 2025 | Seguro de divorcio              | Gu Mi-rae                | tvN     | [ 21 ] [ 22 ]        |

### Presentadora
| Año  | Evento                        | Notas                                                 |
| ---- | ----------------------------- | ----------------------------------------------------- |
| 2022 | 36th Golden Disc Awards       | presentadora de categoría                             |
| 2021 | 2021 KBS Entertainment Awards | co-presentadora - junto a Kim Sung-joo y Moon Se-yoon |

### Programas de Variedades
| Año         | Canal | Título                           | Nota                                   |
| ----------- | ----- | -------------------------------- | -------------------------------------- |
| 2005        | SBS   | Superstar Survival               | Concursante                            |
| 2007        | Mnet  | Dizzy Blind Date                 | Concursante                            |
| 2009 - 2010 | KBS   | Invincible Youth                 | Elenco principal                       |
| 2010        | MBC   | I Need a Family (Temp. 4)        | Elenco principal                       |
| 2010        | KBS   | Entertainers                     | Presentadora                           |
| 2010        | MBC   | Bouquet                          | Elenco principal                       |
| 2010        | SBS   | Goguma                           | Elenco principal                       |
| 2011        | KBS   | Oh! My School                    | Invitada (Ep. 19, 24, 25, 26, 27, 28)  |
| 2011        | KBS   | Star Golden Bell                 | Invitada (Ep. 272, 283, 293, 304, 307) |
| 2011        | KBS2  | Hello Counselor                  | Invitada                               |
| 2012        | KBS   | Happy Together 3                 | Invitada junto a Lee Joon              |
| 2012        | KBS2  | Hello Counselor                  | Invitada junto a Song Ji Eun           |
| 2013        | KBS2  | Hello Counselor                  | Invitada                               |
| 2012-2013   | MBC   | We Got Married                   | Esposa virtual de Hwang Kwanghee       |
| 2014        | KBS2  | Hello Counselor                  | Invitada                               |
| 2017        | MBC   | King of Mask Singer              | participó como "Lady Gaga" (Ep. 123)   |
| 2021        | tvN   | Amazing Saturday (DoReMi Market) | invitada                               |
| 2022        | tN    | Work Later, Hike Now             | miembro                                |

### Programas Musicales
| Año  | Canal   | Título           | Notas                                                |
| ---- | ------- | ---------------- | ---------------------------------------------------- |
| 2010 | Mnet    | M! Countdown     | Presentadora junto a Secret (10-08-19)               |
| 2010 | MBC     | Show! Music Core | Presentadora invitada (10-09-11)                     |
| 2011 | Mnet    | M! Countdown     | Presentadora invitada junto a Song Ji Eun (11-01-27) |
| 2011 | SBS MTV | The Show         | Presentadora invitada junto a Sunny                  |
| 2012 | MBC     | Show! Music Core | Presentadora invitada junto a Hana                   |

## Discografía

### Sencillos digitales
| Título               | Lista de canciones                                               | Fecha de lanzamiento    | Discográfica     |
| -------------------- | ---------------------------------------------------------------- | ----------------------- | ---------------- |
| Everything is Pretty | 1. 다 예뻐 (Everything is Pretty) (feat. Yoo Young Jae de B.A.P) | 27 de diciembre de 2012 | TS Entertainment |

## Influencias musicales
Sun Hwa ha dicho desde la infancia que ha sido influenciada por el Pop y el R&B. Grupos como Fin.K.L, S.E.S, Shinhwa y principalmente BoA, fueron sus modelos a seguir. También reconoce el canto y el baile de la cantante BoA como influencia, para seguir una carrera musical.

## Premios y nominaciones
| Año  | Categoría                              | Premio          | Serie          | Resultado |
| ---- | -------------------------------------- | --------------- | -------------- | --------- |
| 2017 | Excellence Actor/Actress (Mini-Series) | MBC Drama Award | Radiant Office | Ganó      |